# Anna Nikolajewna Jessipowa

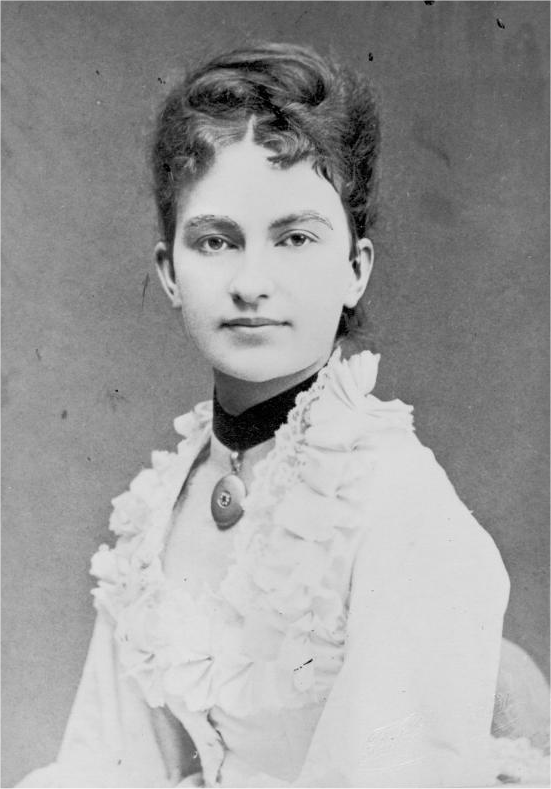
Anna Jessipowa, Porträt

Anna Nikolajewna Jessipowa (russisch Анна Николаевна Есипова, in Deutschland auch bekannt als Anetta Essipoff oder Annette von Essipow und nach ihrer Heirat als Annette Essipow-Leschetizky; * 31. Januarjul. / 12. Februar 1851greg. in Sankt Petersburg; † 5. Augustjul. / 18. August 1914greg. ebenda) war eine russische Pianistin.

## Leben
Anna Jessipowa erhielt ihre musikalische Ausbildung am Sankt Petersburger Konservatorium bei Karel van Ark, Alexander Villoing und Theodor Leschetizky, mit dem sie (als dessen zweite Ehefrau) von 1880 bis 1892 verheiratet war. 1869 bestand sie ihr Examen und wurde mit einer Goldmedaille des Konservatoriums ausgezeichnet, die das erste Mal verliehen wurde. Noch während ihres Studiums debütierte sie 1869 unter der Leitung Leschetizkys im Salzburger Mozarteum sowie im selben Jahr in einem Konzert der Kaiserlich Russischen Musikgesellschaft in St. Petersburg.
Sie trat zuerst in Russland und von 1875 an auch auf Konzertreisen in den Hauptstädten Europas sowie in Amerika auf, wo sie auch zusammen mit dem Cellisten Anton Hekking Konzerte gab. Sie galt als eine der hervorragendsten Konzertpianistinnen ihrer Zeit.
Nach ihrer Heirat lebte sie mit Leschetizky bis zur Scheidung 1893 in Wien, wo sie neben ihrer Konzerttätigkeit an der Klavierschule ihres Ehemannes die Vorklasse leitete.
1885 wurde sie zur königlich preußischen Hofpianistin ernannt. Leidenschaftlichkeit und poetische Auffassung wurden als Vorzüge ihres Spiels gerühmt.
Von 1893 bis 1908 war sie Professorin am Sankt Petersburger Konservatorium, 1905 jedoch unterbrochen, als sie aus Protest gegen Rimski-Korsakows Entlassung von ihrer Stelle zurücktrat und für einige Zeit nach Berlin ging. Am 7. Februar 1906 spielte sie für die Freiburger Firma M. Welte & Söhne, Hersteller des Reproduktionsklaviers Welte-Mignon, zehn Stücke auf Klavierrollen ein.
Ihren letzten öffentlichen Auftritt hatte sie am 3. März 1908 in St. Petersburg.
Zu ihren Schülern gehörten Simon Barere, Thomas de Hartmann, Leonid Kreutzer, Sergei Prokofjew und Anastassija Wirsaladse, ferner Isidor Achron, Jan Cherniavsky, Anna Hirzel-Langenhan und Leo Ornstein sowie Marija Judina und Isabelle Vengerova. Jessipowa verkehrte der damaligen Mode entsprechend viel in theosophischen Zirkeln.
Das Ehepaar Leschetizky-Jessipowa hatte zwei Kinder, Robert sowie Thérèse Leschetizky (1872–1956), die als Sopranistin und Gesangslehrerin wirkte.

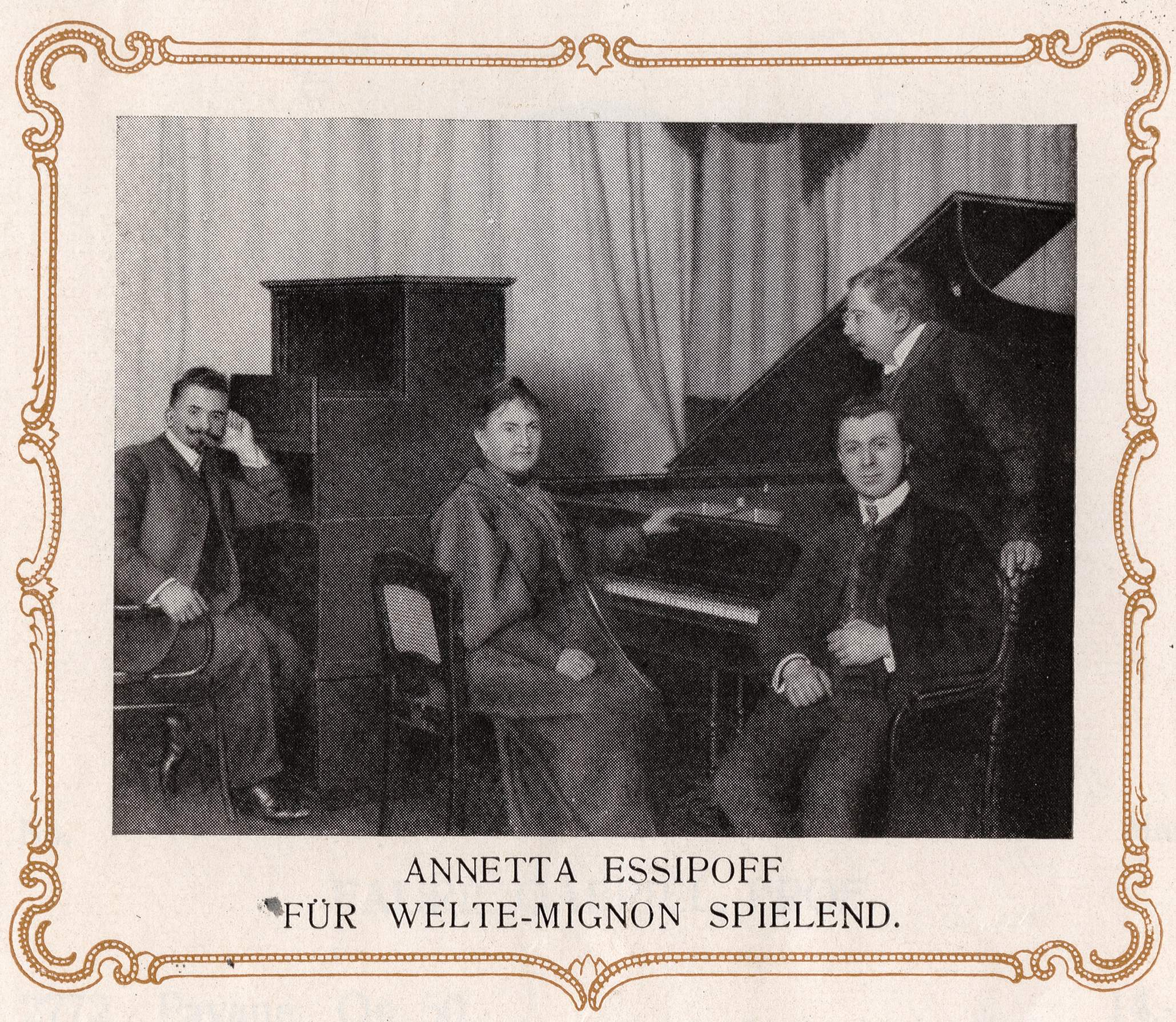
Annette Essipoff spielt für Welte-Mignon am 7. Februar 1906
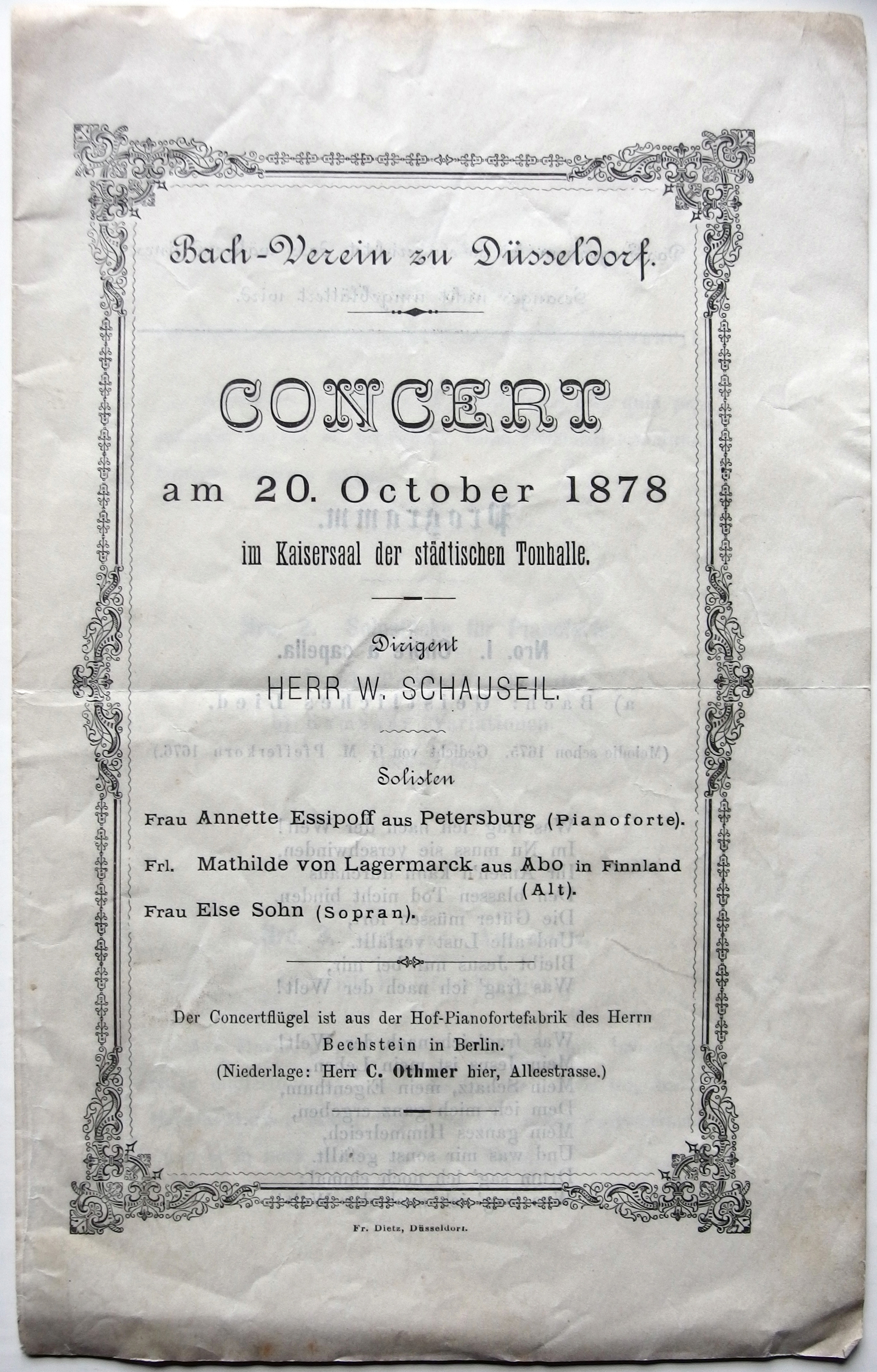
Annette Essipoff spielt in der Tonhalle Düsseldorf am 20. Oktober 1878
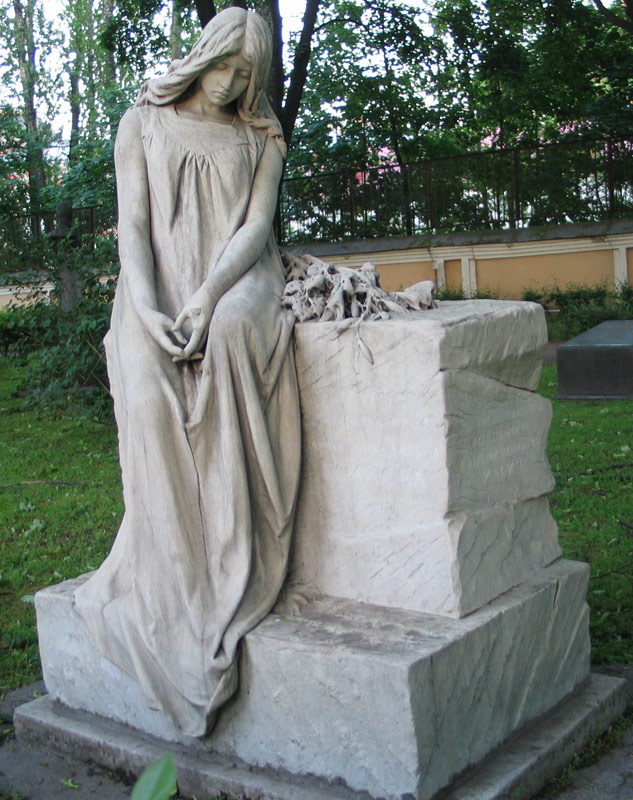
Jessipowas Grab im Alexander-Newski-Kloster
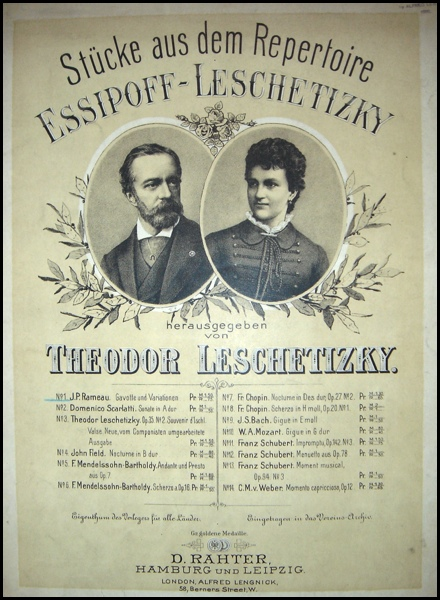
Notenausgabe des Verlags D. Rather, Leipzig/Hamburg 1884